# Moritz Nicolas
Moritz Nicolas (Gladbeck, 21 ottobre 1997) è un calciatore tedesco, portiere del Borussia M'gladbach.

## Carriera

### Club
È cresciuto nel settore giovanile del Borussia M'gladbach. Nel corso degli anni è stato prestato a Union Berlino, Osnabrück, Viktoria Colonia e Roda JC.
Ha debuttato con la prima squadra del Borussia M'gladbach il 31 luglio 2022 in un incontro di DFB-Pokal vinto 9-1 contro l'Oberachern.
Dopo il periodo in prestito al Roda JC, viene scelto per far parte della rosa dei portieri del M'Gladbach e, in seguito all'infortunio del titolare Jonas Omlin 
, avvenuto dopo la seconda giornata di Bundesliga 23-24, esordisce come titolare nella terza giornata di campionato, contro il Bayern Monaco, con la partita terminata con il punteggio di 2-1 per i bavaresi.
Durante la stagione seguente, complici un nuovo infortunio del compagno di reparto Omlin e delle ottime prestazioni offerte, Nicolas viene promosso a portiere titolare dei Fohlen, ma un infortunio rimediato il 15 febbraio 2025 pone fine anzitempo alla sua stagione.

### Nazionale
Ha partecipato al Mondiale Under-20 con la Germania nel 2017. Ha inoltre giocato anche nelle nazionali giovanili tedesche Under-19 ed Under-21.

## Statistiche

### Presenze e reti nei club
Statistiche aggiornate al 15 febbraio 2025.
| Stagione                           | Squadra                            | Campionato                         | Campionato | Campionato | Coppe nazionali | Coppe nazionali | Coppe nazionali | Coppe continentali | Coppe continentali | Coppe continentali | Altre coppe | Altre coppe | Altre coppe | Totale | Totale | Totale |
| Stagione                           | Squadra                            | Comp                               | Pres       | Reti       | Comp            | Pres            | Reti            | Comp               | Pres               | Reti               | Comp        | Pres        | Reti        | Pres   | Reti   |        |
| ---------------------------------- | ---------------------------------- | ---------------------------------- | ---------- | ---------- | --------------- | --------------- | --------------- | ------------------ | ------------------ | ------------------ | ----------- | ----------- | ----------- | ------ | ------ | ------ |
| 2015-2016                          | Borussia M'gladbach II             | RL                                 | 10         | -15        |                 | -               | -               |                    | -                  | -                  |             | -           | -           | 10     | -15    |        |
| 2016-2017                          | Borussia M'gladbach II             | 3L                                 | 12         | -15        |                 | -               | -               |                    | -                  | -                  |             | -           | -           | 12     | -15    |        |
| 2017-2018                          | Borussia M'gladbach II             | 3L                                 | 26         | -35        |                 | -               | -               |                    | -                  | -                  |             | -           | -           | 26     | -35    |        |
| 2018-2019                          | Borussia M'gladbach II             | 3L                                 | 27         | -30        |                 | -               | -               |                    | -                  | -                  |             | -           | -           | 27     | -30    |        |
| Totale Borussia Monchengladbach II | Totale Borussia Monchengladbach II | Totale Borussia Monchengladbach II | 75         | -95        |                 | -               | -               |                    | -                  | -                  |             | -           | -           | 75     | -95    |        |
| 2019-2020                          | Union Berlino                      | BL                                 | 1          | -4         | CG              | 0               | 0               |                    | -                  | -                  |             | -           | -           | 1      | -4     |        |
| 2020-2021                          | Osnabrück                          | 2L                                 | 1          | -3         | CG              | 0               | 0               |                    | -                  | -                  |             | -           | -           | 1      | -3     |        |
| 2021-2022                          | Viktoria Colonia                   | 3L                                 | 31         | -47        | CG              | 1               | -3              |                    | -                  | -                  |             | -           | -           | 32     | -50    |        |
| ago. 2022                          | Borussia M'gladbach                | BL                                 | 0          | 0          | CG              | 1               | -1              |                    | -                  | -                  |             | -           | -           | 1      | -1     |        |
| 2022-2023                          | Roda JC                            | 1D                                 | 30         | -45        | CO              | 0               | 0               |                    | -                  | -                  |             | -           | -           | 30     | -45    |        |
| 2023-2024                          | Borussia M'gladbach                | BL                                 | 27         | -49        | CG              | 3               | -3              |                    | -                  | -                  |             | -           | -           | 30     | -52    |        |
| 2024-2025                          | Borussia M'gladbach                | BL                                 | 19         | -25        | CG              | 1               | -2              |                    | -                  | -                  |             | -           | -           | 20     | -27    |        |
| Totale Borussia M'gladbach         | Totale Borussia M'gladbach         | Totale Borussia M'gladbach         | 46         | -74        |                 | 5               | -6              |                    | -                  | -                  |             | -           | -           | 51     | -80    |        |
| Totale carriera                    | Totale carriera                    | Totale carriera                    | 184        | -268       |                 | 6               | -9              |                    | -                  | -                  |             | -           | -           | 190    | -277   |        |